# Lotus Air
La Lotus Air, fondata nel 1997 e divenuta operativa dal 1998, era una compagnia che si occupava di voli charter estivi verso l'Europa e di voli di linea in Egitto e nei paesi intorno o a breve distanza. Ha terminato le attività nel 2011.

## La compagnia
Lotus Air è la prima compagnia privata del Medio-Oriente e della regione nordafricana. Fondata nel 1997, già nel 1998 ha ricevuto i suoi primi aeromobili.

## La flotta
La flotta a giugno 2010 era composta da:
| Modello aereo | In servizio | In ordine | Totale velivoli |
| ------------- | ----------- | --------- | --------------- |
| Airbus A320   | 4           | 0         | 4               |

A giugno 2010 l'età media degli A320 Lotus Air è di 12,7 anni.